# 서사하라의 국장

서사하라의 국장

서사하라의 국장(혹은 사하라 아랍 민주 공화국의 국장)은 서사하라의 독립 운동을 지원하는 단체인 폴리사리오 전선을 상징하는 문장으로 1976년 2월 27일 사하라 아랍 민주 공화국의 독립 선언과 동시에 제정되었다.
국장 가운데에는 서사하라의 국기를 단 두 개의 소총이 엇갈린 채로 그려져 있다. 국장 위쪽에는 이슬람교의 상징인 빨간색 초승달과 별이 그려져 있으며 국장 양쪽을 두 개의 올리브 가지가 감싸고 있다.
국장 아래쪽에 그려져 있는 빨간색 리본에는 폴리사리오 인민해방전선의 표어인 "자유, 민주, 단결"("حرية ديمقراطية وحدة")이 아랍어로 쓰여 있다.